# Signaalgroep
Een signaalgroep is in de verkeersregeltechniek een groep van verkeerslichten die gelijktijdig hetzelfde signaal (zoals een groenfase) geven. We hebben het dan niet alleen over herhaallichten naast een hoofdlicht (bijvoorbeeld 1 boven de weg en 1 naast de weg) van een verkeersstroom, maar ook over de lichten van andere verkeersstromen. Zo kunnen bijvoorbeeld fietsers en automobilisten voor een bepaalde richting verschillende verkeerslichten hebben die gelijktijdig groen geven.